# Carles del Piombino
Carles del Piombino (Roma, 1560 - Viena, 1621) fou fill de Sforza Appiani d'Aragona. Fou senyor de Valle i Montioni a la mort del seu pare. Fou proclamat príncep del Piombino el 5 de gener del 1603 a la mort de Jaume VII del Piombino i va governar fins al 20 de febrer del mateix any quan fou deposat pels espanyols. Fou príncep del sacre imperi, comte palatí del sacre imperi, i senyor de Scarlino, Populonia, Suvereto, Buriano, Abbadia al Fango i Vignale i de les illes d'Elba, Montecristo, Pianosa, Cerboli i Palmaiola el 1594. Es va casar a Florència el 1579 amb Virgínia Alidosi, filla de Ciro Alidosi, senyor de Castel del Rio i la Massa Alidosia. Va deixar tres fills: Belisari (Florència 1580-Venècia després de 1626) príncep i comte del sacre imperi i senyor de Valle i Montioni, que va renunciar als drets successoris a favor del seu germà Horaci; Horaci del Piombino, i Anníbal (Florència 1585-27 de gener de 1654, príncep i comte del sacre imperi i senyor de Valle i Montioni)